# メルセデス・ベンツ・C111

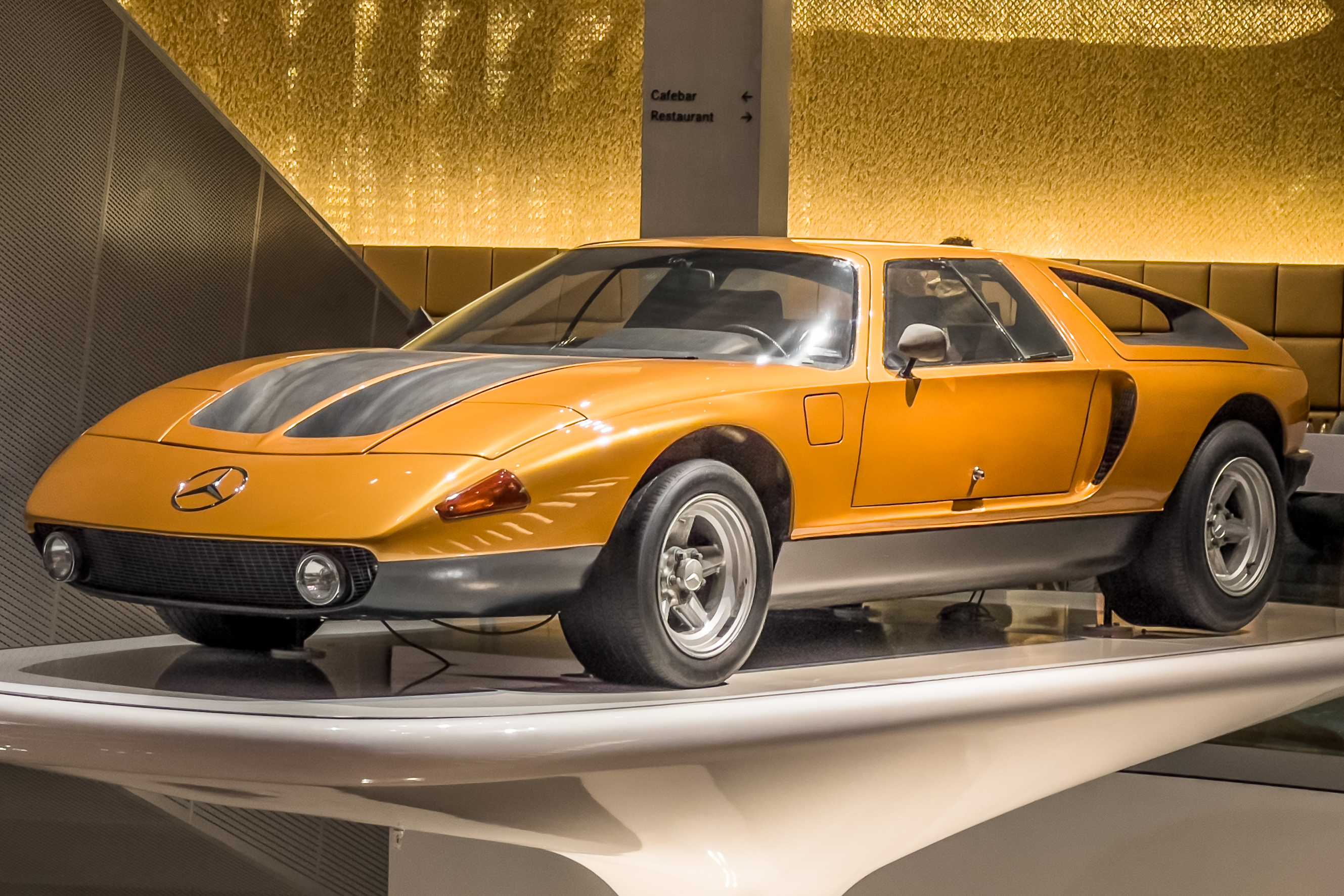
C111-II

メルセデス・ベンツ・C111は、メルセデス・ベンツが技術開発のために1960年代から1970年代に製作したコンセプトカーである。

## 概要
C111は、主にロータリーエンジン、ディーゼルエンジン、ターボチャージャーなどの技術試験車両として使用された。1970年に発表されたC111-IIまではロータリーエンジンが搭載された。
ロータリーエンジン仕様のC111に対して、顧客から市販化を望む声も上がっていたが、市販化は実現せず、ロータリーエンジンの開発も中止された。
その後開発されたC111は、速度記録挑戦用のテスト車両として用いられた。

## C111-I

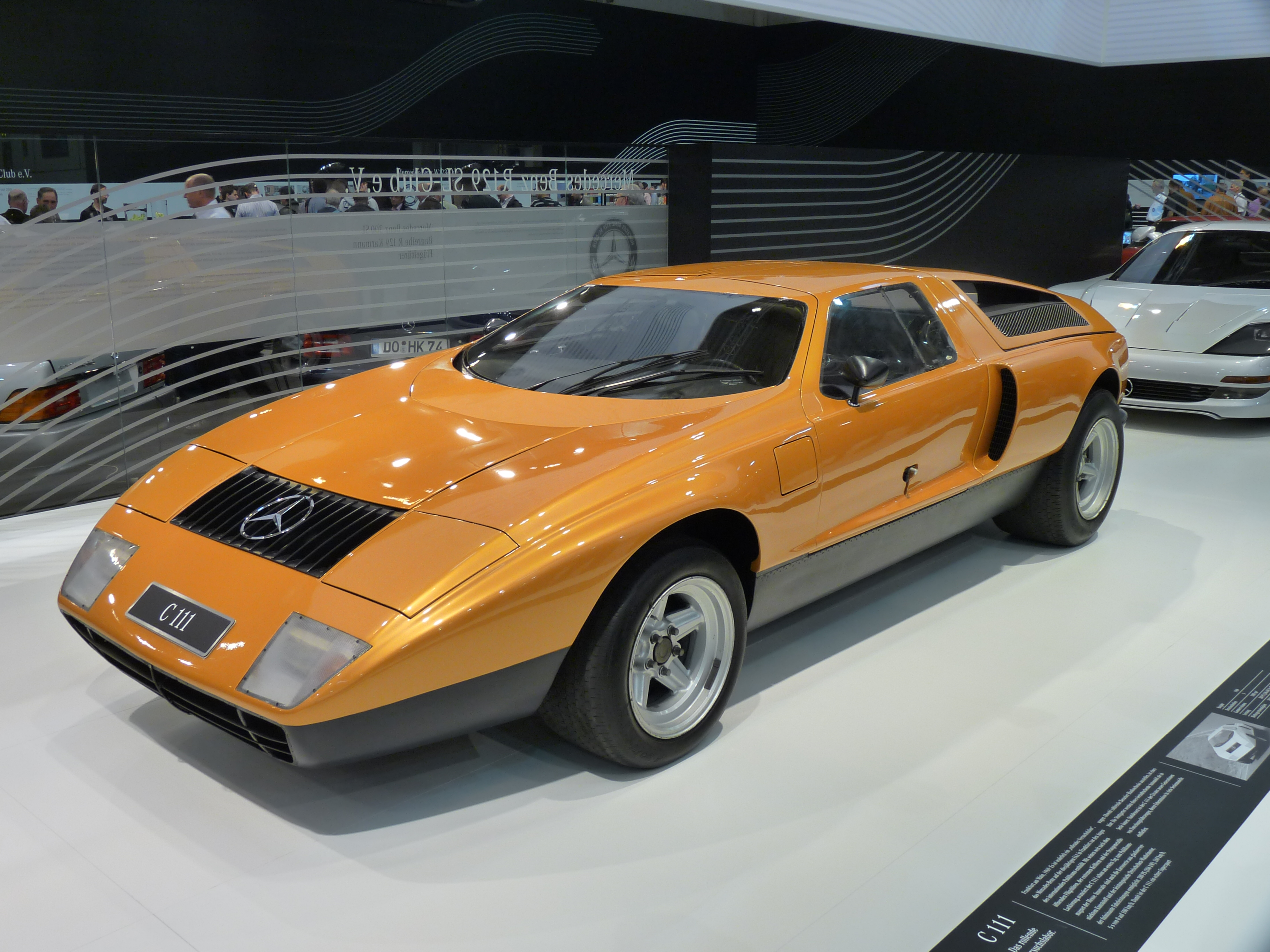
C111-I

1968年11月から、ロータリーエンジンを搭載した次世代車両「C101」の開発が開始され、1969年7月に最初の試作車量が完成した。その後、このテスト車両はC111（C111-I）に改名され、同年9月のフランクフルトモーターショーで初公開された。
C111は楔型の2ドアクーペで、ドアはガルウィングタイプである。グラスファイバーFRP製のボディに、特徴的なオレンジのボディカラーが塗装された。エクステリアデザインはブルーノ・サッコが担当した。内装には灰皿、ラジオ、エアコンなども装備され、実用性が考慮された設計だった。

エンジンはインジェクション式の3ローターロータリーで、MRレイアウトで搭載された。最高出力は280psで、最高速度は260km/hだった。

## C111-II/IID

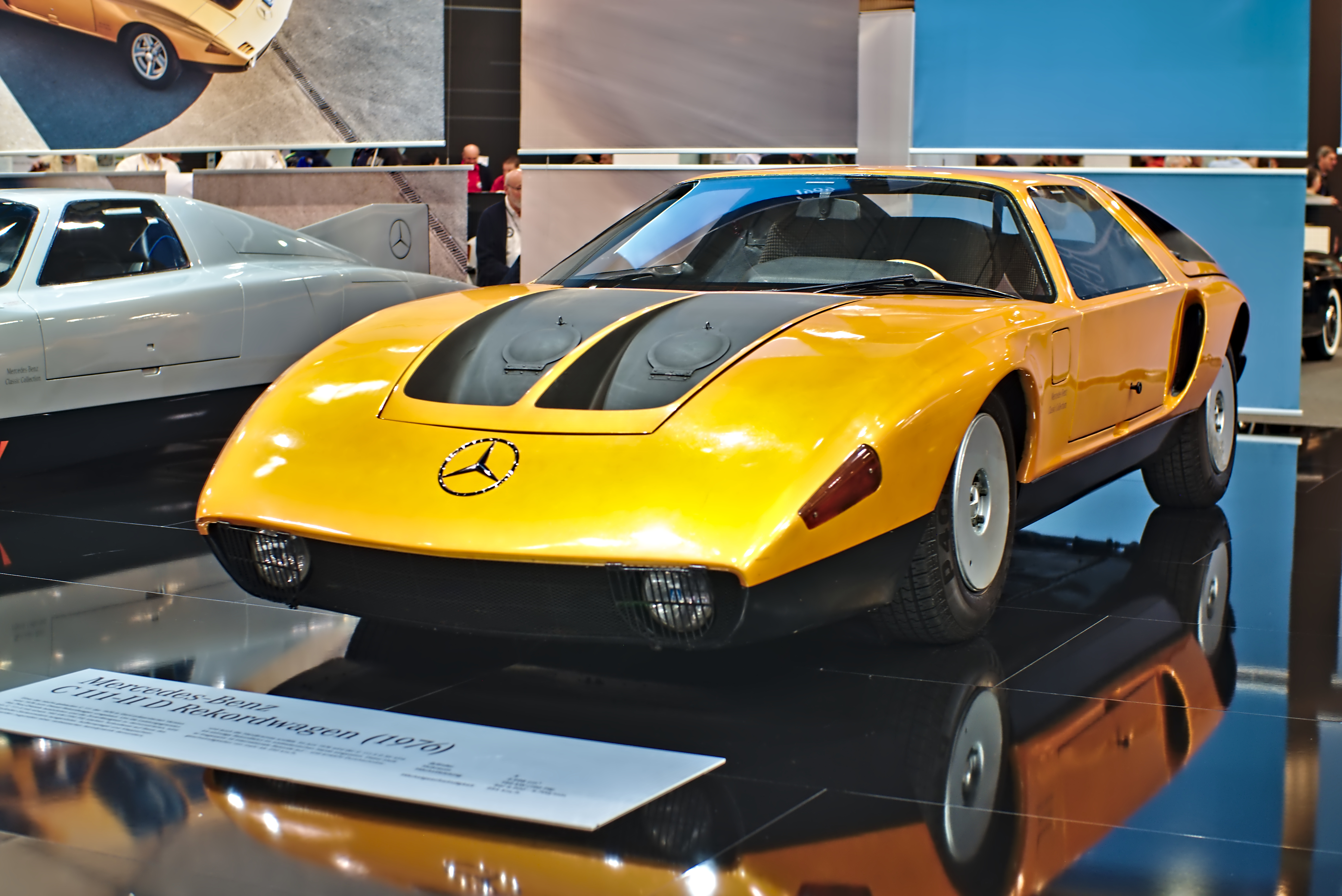
C111-IID

C111の発表から約半年後の1970年3月、ジュネーブモーターショーにて改良モデルのC111-IIが公開された。
エンジンはC111-Iの3ローター型から4ローター型に換装され、最高出力は350ps、最高速度は300 km/h、0-100km/h加速は4.8秒に向上した。シャシーとボディも改良され、エンジン全長の増加によりホイールベースが5インチ延長された。
C111は発表後から話題を呼び、メルセデス・ベンツには購入希望のオファーが多く寄せられた。中には白紙の小切手をオフィスへ送付し、言い値で良いから購入したい、と意思表示した顧客もいたという。
しかし、1970年代にオイルショックにより、ロータリーエンジンの燃費性能が問題視された。加えてシールの耐久性不足や製造コストの問題などから、C111の市販化は実現せず、ロータリーエンジンの開発も中止された。
ロータリーエンジンの開発中止後、C111はディーゼルエンジンの実証試験に使われることとなり、1976年にディーゼル仕様の「C111-IID」が発表された。これはC111-IIにOM617型3.0リッター直列5気筒ターボディーゼルを搭載したモデルで、最高出力は190ps、最大トルクは363Nm、最高速度は260km/hだった。
C111-IIはナルド・サーキットでの最高速度テストに使用され、合計16個の記録を更新した。そのうち13個の記録はディーゼル仕様により更新されたもので、当時有効だったディーゼル車両の記録のほぼ全てを塗り替えた。
C111-IとC111-IIは合計で12台が製造され、最後の1台のみがC111-IIDだった。C111-IとC111-IIの各1台には、一時的にM116型3.5リッターV型8気筒エンジンが搭載され、テスト車両として使われた。また2014年、C111-IIの1台にM116型エンジンを搭載したモデルが製作され、実走可能な唯一のデモ車両として、メディアの取材などで使用されている。

## C111-III

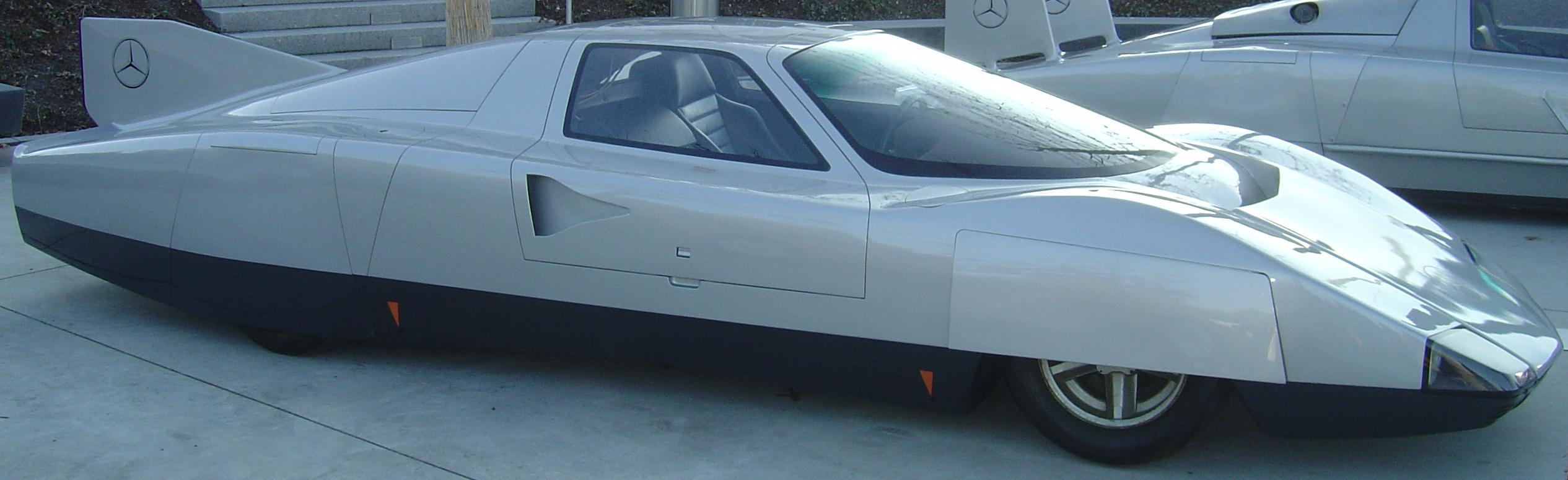
C111-III

1977年、速度記録挑戦用のテスト車両として、2台のC111-IIIが製造された。
ボディは空力性能を重視した新規設計のボディとなり、飛行機の垂直尾翼状のフィンが取り付けられ、全長やホイールベースなどの寸法も変更された。過去のC111のモデルの面影は無くなったが、Cd値は0.157まで低減された。直列5気筒ターボディーゼルエンジンは230 hpまでパワーアップされた。
1978年4月、ナルド・サーキットにて記録走行を実施した。2台のC111-IIIのうち1台は、記録走行中にパンクにより車体後部が破損したが、予備車両に切り替えて試験を続行した。最終的に最高速度約320km/hを記録し、合計9個の世界速度記録を樹立した。

## C111-IV

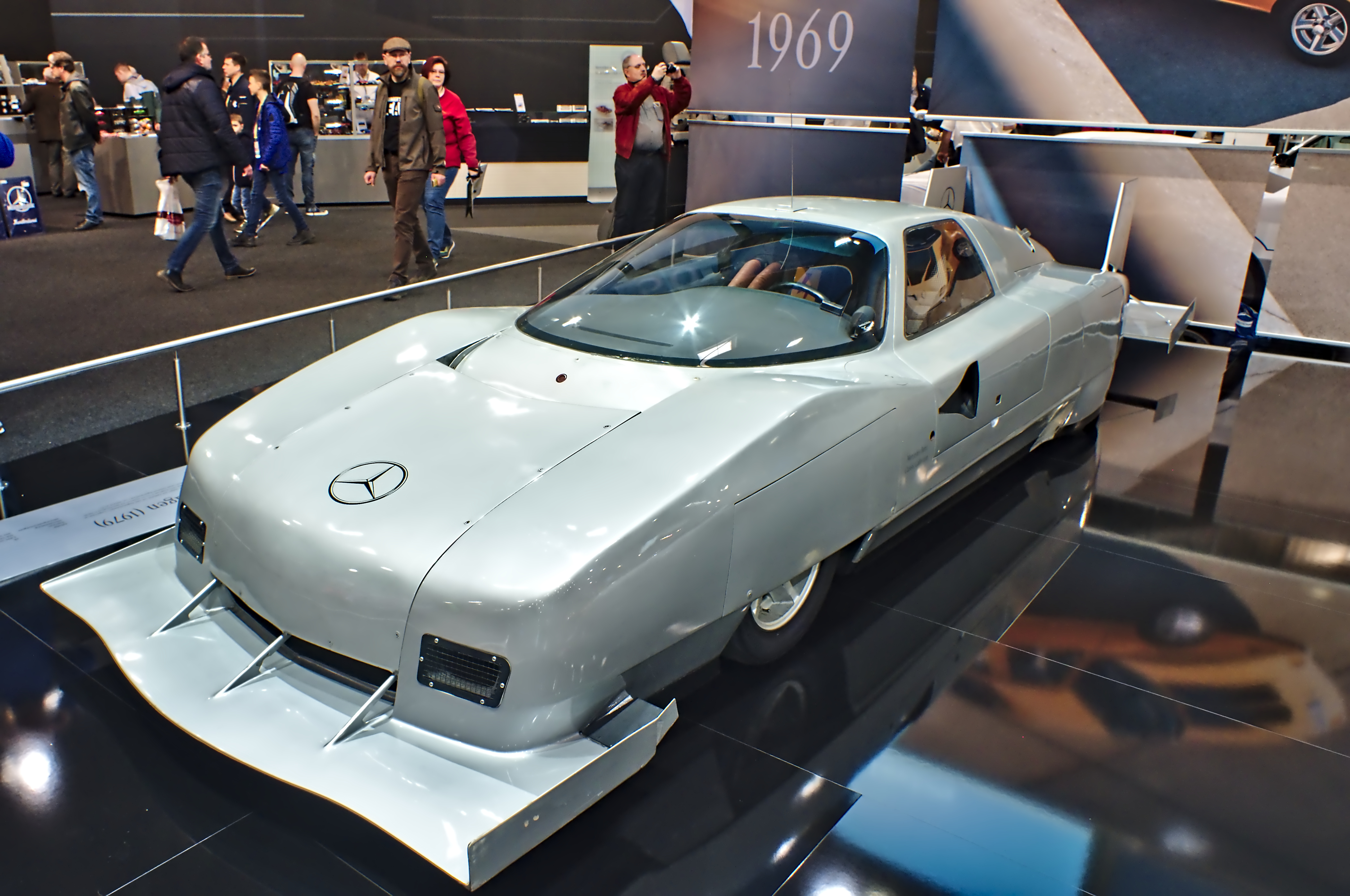
C111-IV

C111-IIIの記録走行から1年後、C111-IIIをベースにC111-IVが1台製造された。
空力性能向上のためにフロントスポイラーと、飛行機の水平尾翼状の2枚のリヤウイング、垂直尾翼状の2枚のフィンが取り付けられた。
エンジンはSL用の4.5リッターV型8気筒ガソリンエンジンをボアアップし、2基のKKK製ターボチャージャーで過給された4.8Lエンジンが搭載された。最高出力は500hp。
1979年5月、ナルド・サーキットの記録走行にて最高速度403.978km/hを記録した。C111-IVはナルドの最高速度記録を更新し、ナルドで初めて400km/hの壁を突破した車両となった。

## オマージュ

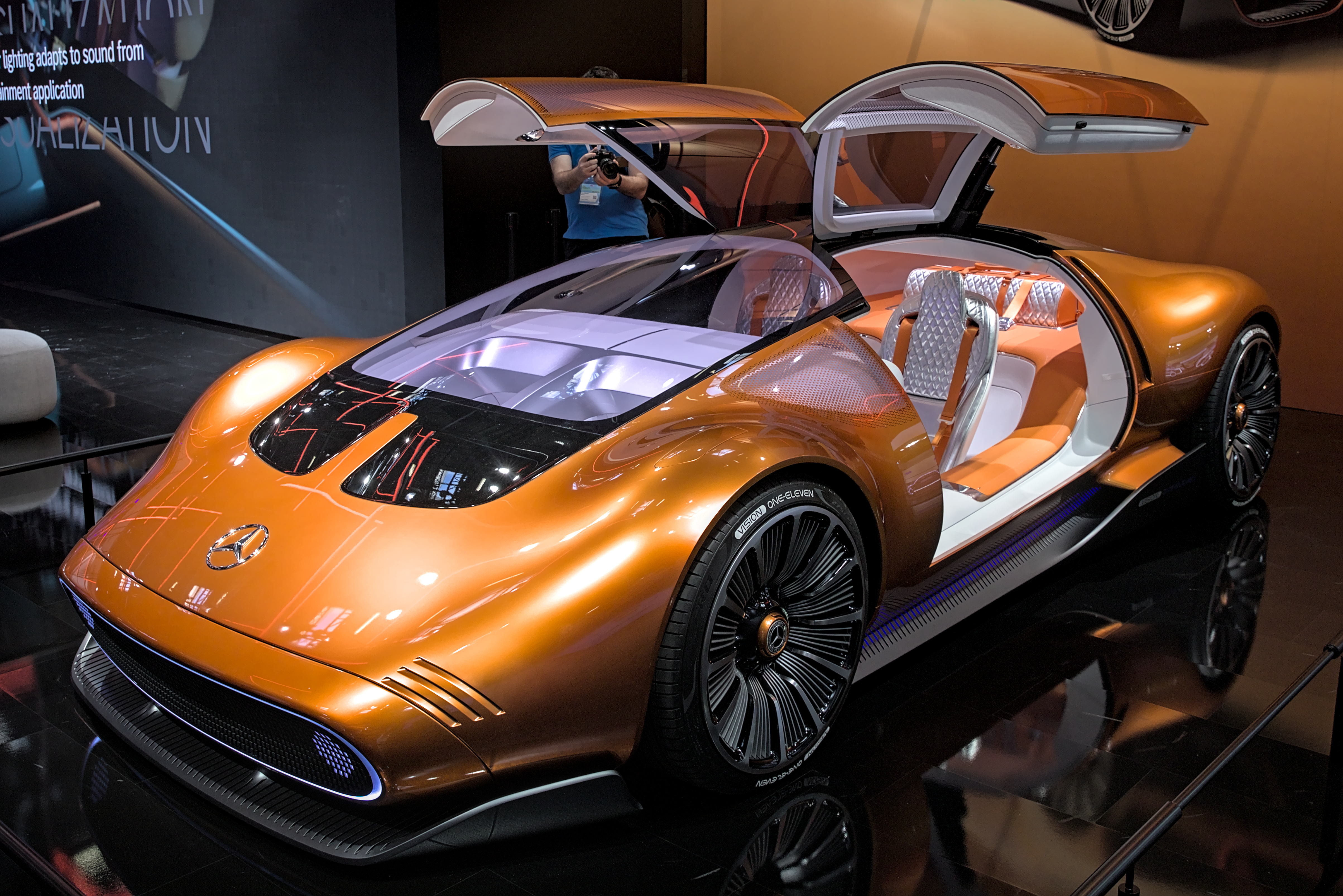
ビジョン・ワンイレブン

2023年6月、米国のデザイン拠点にて、C111をオマージュした2シータークーペのEVコンセプトカー「ビジョン・ワンイレブン（Vision One-Eleven）」が発表され、同年のIAAモビリティに出展された。

EQのデザインコンセプトであるワン・ボウを受け継ぎ、横長のグリルやガルウィングドアなど、随所にC111をイメージしたデザインが施された。
動力源として、メルセデス・ベンツ傘下のYASAが開発したアキシャル磁束モーターを、リヤに2基搭載する。この新開発のモーターは既存のモーターよりもコンパクトで、同出力の既存のモーターと比較して重量と体積が1/3に削減されたという。